# Dave Stieb
David Andrew Stieb (né le 22 juillet 1957 à Santa Ana, Californie, États-Unis) est un lanceur des Ligue majeure de baseball. Sa carrière a duré 16 saisons, allant de 1979 à 1998. Il a lancé pendant 15 ans pour les Blue Jays de Toronto, dont il détient toujours plusieurs records de franchise, et a été sélectionné à sept reprises pour le match des étoiles du baseball majeur.
Dave Stieb, un lanceur droitier, a également réussi un match sans point ni coup sûr en 1990 et fait partie de l'équipe des Blue Jays ayant remporté la Série mondiale 1992.

## Carrière
Dave Stieb est drafté par les Blue Jays de Toronto en 5e ronde la séance de repêchage amateur de 1978. Il fait ses débuts dans les majeures avec les Jays le 29 juin 1979.
Le lanceur partant, qui a connu 10 saisons de 10 victoires ou plus durant sa carrière, remporte 17 matchs en 1982 et domine les ligues majeures cette année-là avec 19 matchs complets. Il est aussi premier dans la Ligue américaine de baseball en 1982 au chapitre des blanchissages (5) et des manches lancées (288,1), le tout avec un club de dernière position.
En 1985, saison où il totalise 15 victoires, il affiche la meilleure moyenne de points mérités des majeures (2,48) et aide Toronto à remporter le championnat de la division Est de la Ligue américaine pour la toute première fois.
Il est invité au match des étoiles en 1980, 1981, 1983, 1984, 1985, 1988, et 1990.
En septembre 1988, il frôle le match sans point ni coup sûr à deux reprises, ratant chaque fois son exploit avec un seul retrait à enregistrer. La chose se produit lors de deux départs consécutifs, une situation inédite dans les annales du baseball majeur, et qui ne s'est jamais reproduite depuis. Aucun lanceur des majeures ne réussit d'ailleurs deux matchs d'un seul coup sûr de suite avant R. A. Dickey en juin 2012. 
Le 4 août 1989 au Skydome contre les Yankees de New York, Stieb perd un match parfait après deux retraits en neuvième manche. Il se reprend finalement le 2 septembre 1990, alors qu'il lance une partie sans coup sûr dans une victoire des Blue Jays, 3-0 sur les Indians de Cleveland au Cleveland Stadium.
Stieb ne lance pas en séries éliminatoires 1992, mais savoure la conquête d'une première Série mondiale avec Toronto.
En 1993, après 14 saisons chez les Blue Jays, il signe avec les White Sox de Chicago, mais ne lance que quatre parties avec eux. Il annonce par la suite sa retraite, provoquée par des maux de dos récurrents.
Cinq ans plus tard, en 1998, il effectue à 40 ans un retour dans les majeures, et lance dans 19 parties, dont 16 comme lanceur de relève avec les Blue Jays.
Dave Stieb détient toujours, en date de 2010, plusieurs records de la franchise torontoise : victoires (175), nombre de départs (408), manches lancées (2 873), matchs complets (103), blanchissages (30) et retraits sur des prises (1 658). Ses sept invitations au match d'étoiles constituent également un total jamais égalé par un porte-couleurs des Blue Jays. 
Stieb a joué 439 parties dans les majeures, remportant 176 victoires contre 137 défaites. Sa moyenne de points mérités en carrière est de 3,44 en 2 895 manches et un tiers lancées. Il totalise 103 matchs complets, dont 30 blanchissages, et a accumulé 1 669 retraits sur des prises. Parmi ses rares présences en relève (31 seulement), il a récolté trois sauvetages.
Le droitier n'a jamais connu de saison de 20 victoires, atteignant un sommet personnel de 18 lors d'une saison 1990 particulièrement brillante, où il n'est crédité que de six défaites et durant laquelle sa moyenne de points mérités ne s'élève qu'à 2,93. Avant d'être handicapé par les blessures, il a débuté 30 parties ou plus pendant 10 saisons sur 11, entre 1980 et 1990. Avec 140 gains dans les années 1980, il n'a été devancé que par les 162 victoires de Jack Morris au cours de cette décennie. Il est aussi l'artilleur ayant blanchi l'adversaire le plus souvent (27) dans les années 1980, à égalité avec Fernando Valenzuela.